# Favoritner Gewerbering

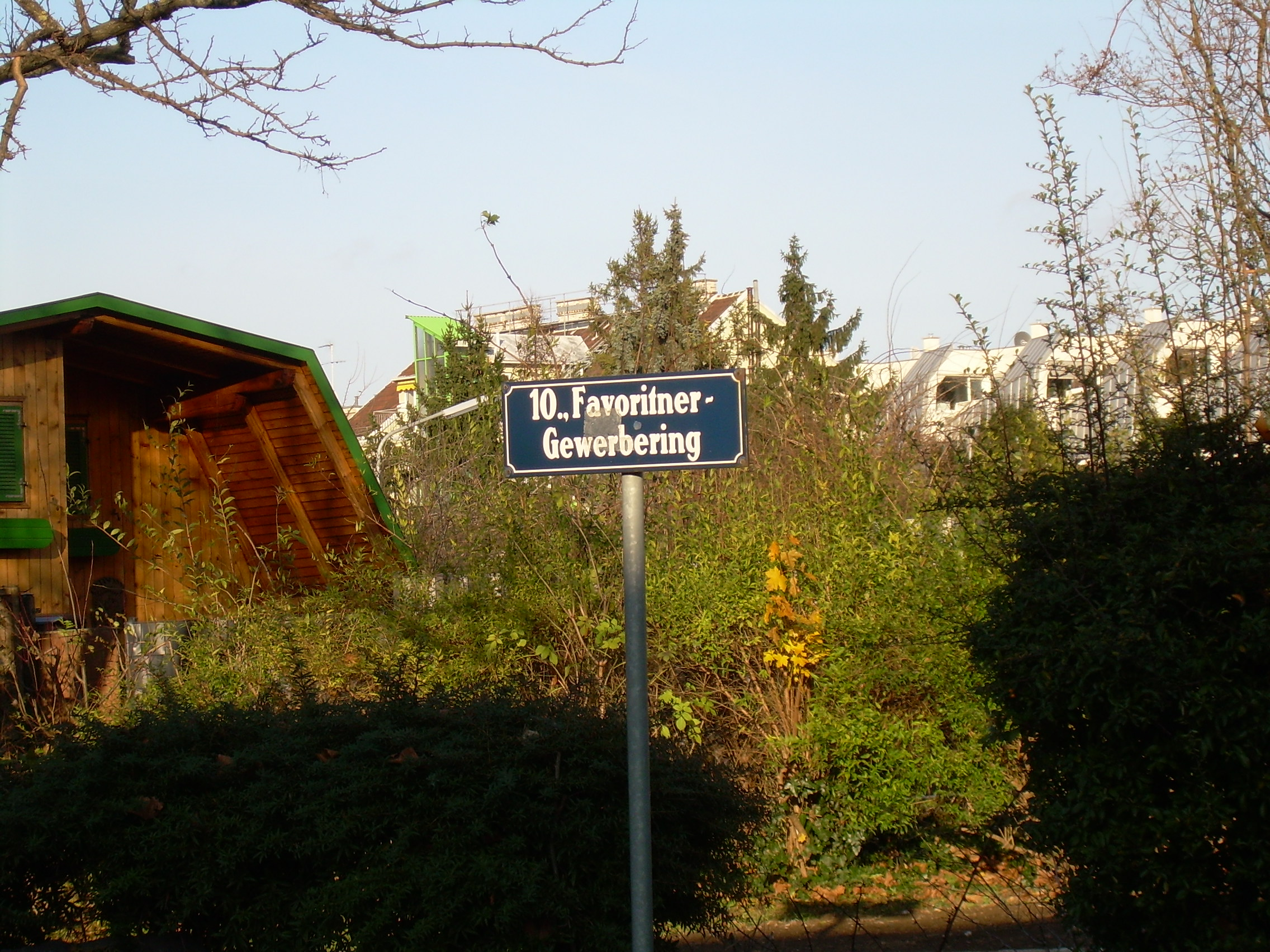
Nordostecke des Favoritner Gewerberinges

Der Favoritner Gewerbering, auch Schleierbaracken genannt, ist eine ringförmige Gasse in einem Betriebsareal im 10. Wiener Gemeindebezirk Favoriten. Die äußeren Grenzen dieses Areals werden von der Grenzackerstraße, der Daumegasse, dem Ricarda-Huch-Weg, dem Hebbelplatz (mit der namensgebenden Zufahrt Schleiergasse) und der Hentzigasse gebildet. Das Areal liegt auf dem Boschberg zwischen Laaer Berg und Wienerberg.

## Geschichte

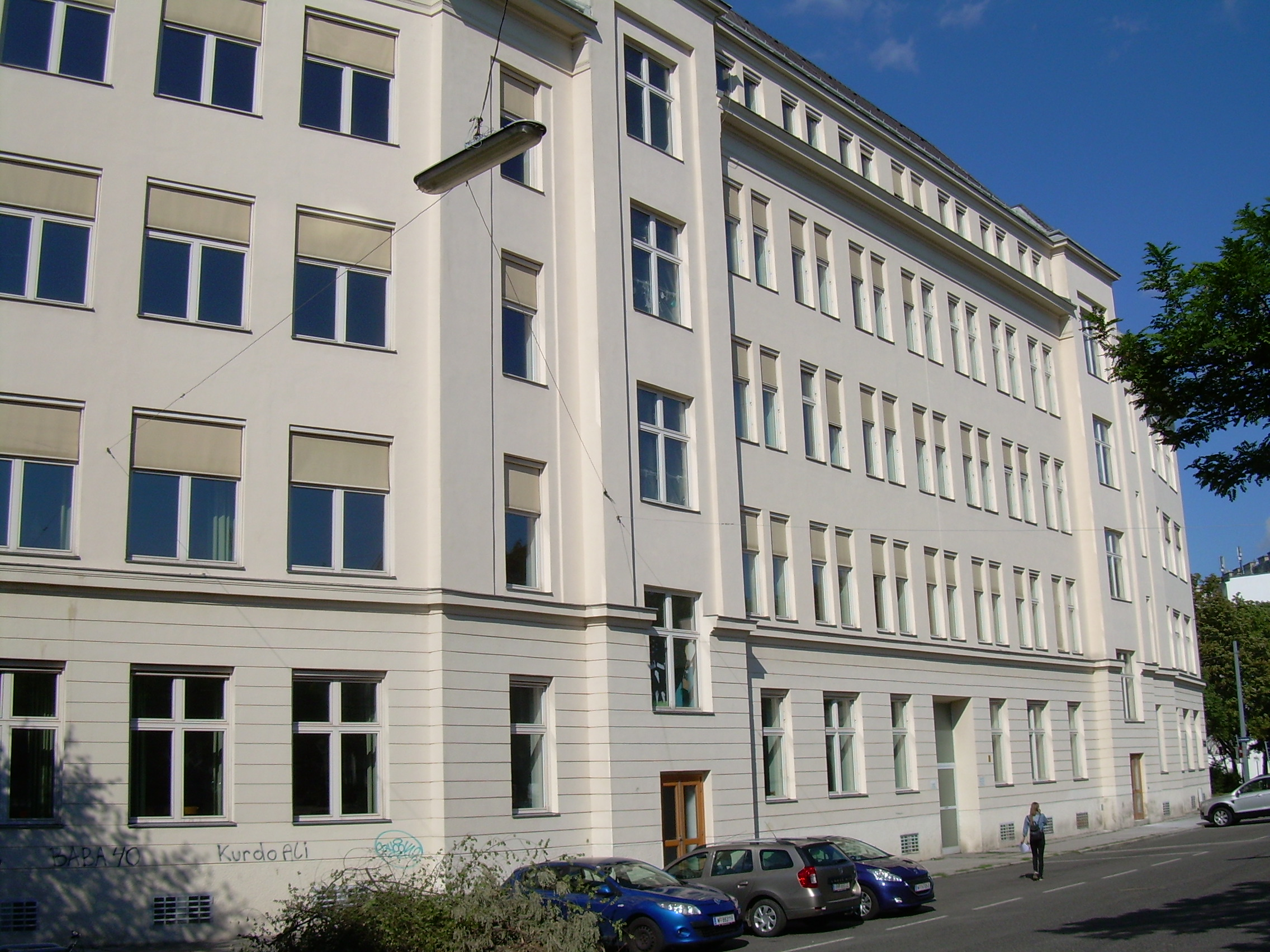
Hebbelschule (2017)

Im Kriegsjahr 1914 gründete das k.k.-österreichische Ministerium des Innern das k.u.k. Wiener Kriegsspital №. 1 in Wien XVI (Penzing) und das Wiener Kriegsspital №. 2 in Favoriten (im Kaiser-Franz-Josef-Spital in der Kundratstraße nahe der Spinnerin am Kreuz), beide ausgerüstet mit Isolierstationen für die an der Ostfront auftretende Cholera. Aus Platzmangel – wegen der großen Zahl der in Wien eintreffenden verwundeten und infizierten Soldaten – musste sehr bald in der Erzherzog-Franz-Ferdinand-Kaserne (heute Starhemberg-Kaserne in der Troststraße) das k.u.k. Reservespital №. 19 angelegt werden, eine Filiale dieses Reservespitals befand sich in der Schule am Hebbelplatz.
Gleich daneben, im damals unbebauten südlichen Verlauf der Schleiergasse, entstand ein Barackenlager für die Invalidenschulen des Reservespitals №. 11 (Orthopädisches Spital Gassergasse in Wien V – Margareten, Leiter Hans Spitzy). Der Grund wurde günstig vom Inzersdorfer Ziegelfabrikanten Heinrich Drasche erworben, einem Förderer der Invalidenschulung. Auch nach Ende des Weltkrieges im Jahre 1918 wurden weiterhin Kriegsinvalide betreut und umgeschult. Drei Baracken wurden dafür von der Invalidenentschädigungskommission übernommen und bis 1922 weiterverwendet. Von den 33 Invalidenschulen, die 1920 noch existierten, bildete die Invalidenschule in Favoriten die meisten Kriegsversehrten aus.
Ab 1922 wurden diese drei Baracken zu Wohnzwecken für Invalide umgewidmet, die übrigen an Kleingewerbebetriebe vermietet. Diese Wohnbaracken, auch Wohnungsheim genannt, waren mit einigen Umbauten noch bis ins 21. Jahrhundert als Wohn„häuser“ in Verwendung.
Nach dem Anschluss Österreichs an das Deutsche Reich übernahm im März 1938 die NSKOV (NS-Kriegsopferversorgung) die Schleierbaracken.
Zwischen dem 7. und 8. April 1945 kam es durch das Vorrücken der Roten Armee vom Süden her auch hier zu Kampfhandlungen.
Durch den Umbau des Favoritner Gewerberinges ab 1. Oktober 1984 zu einer Aufschließungsstraße bekam der Gewerbepark unter dem Namen „Gewerbehof Schleierbaracken“ sein derzeitiges Aussehen.

## Die Invalidenschule des k.u.k. Reservespitales №11

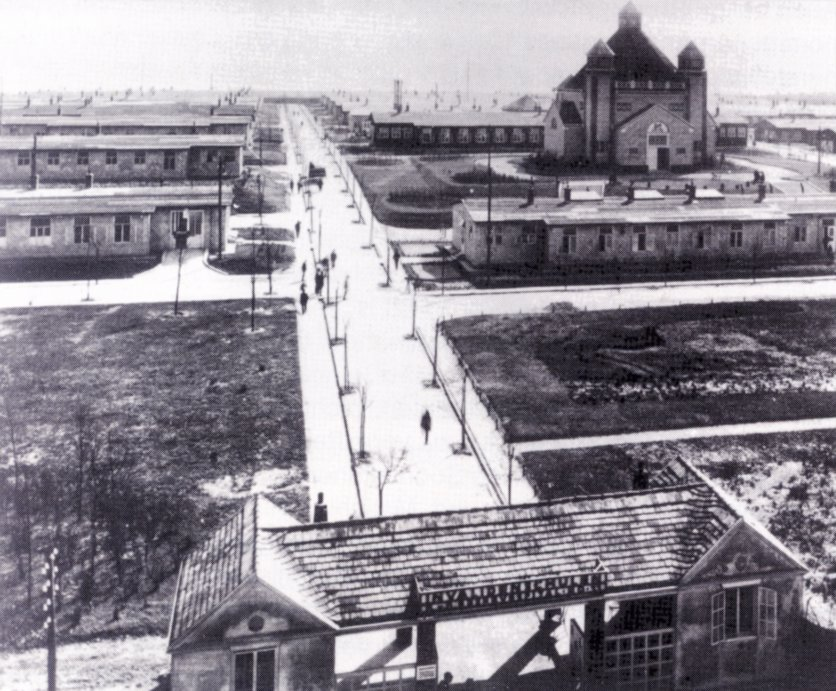
Schleierbaracken mit Notkirche, um 1916

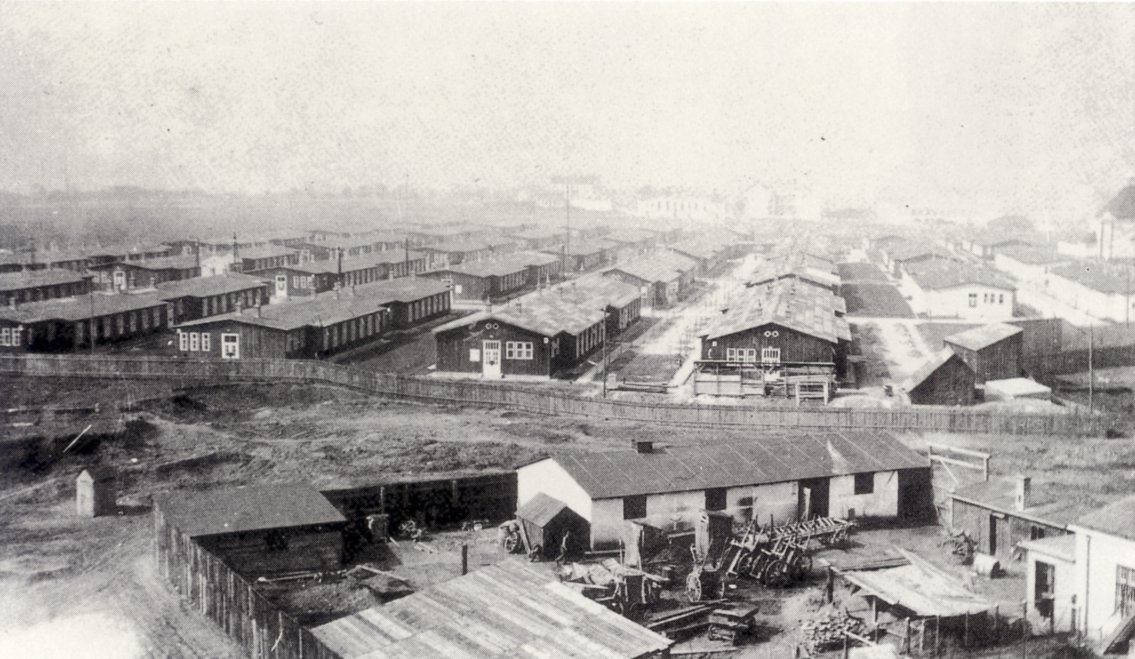
Schleierbaracken, um 1916

Die Aufgaben der Invalidenschulen beschreibt die Denkschrift des Ministerpräsidenten Graf Stürgkh von 1915, es ging darin um die Wiederherstellung der Arbeitsfähigkeit von Kriegsinvaliden. Auch für die eventuell notwendigen Neubauten waren genauere Angaben vorhanden. So stand darin in den Kapiteln 2 und 3, dass die Bauten
„sehr rasch, mit möglichst geringen Kosten durchgeführt werden, es sollen also in der Regel nicht Steinbauten, sondern solide, hygienische Holzbauten (Baracken) errichtet werden. […] Es soll nicht bloß dem augenblicklichen Bedürfnisse abgeholfen werden, die geschaffenen Heilstätten sollen vielmehr auch für spätere Zeiten zur Verfügung stehen und der Zivilbevölkerung nutzbargemacht werden.“ (auszugsweises Zitat)
Unter diesen Gesichtspunkten wurden die Barackenbauten in der Schleiergasse 17 errichtet, es entstanden 14 Schulungs- und 30 Unterkunftsbaracken, in denen bis zu 2.000 Kriegsversehrte aus allen Teilen der Monarchie untergebracht wurden. Daneben gab es einen Operationssaal, eine Leichenhalle, eine Desinfektionsstation, eine Bibliothek, einen Musikpavillon und eine Arrestzelle. Etwa 300 Männer arbeiteten in den Prothesenwerkstätten. Angeboten wurden Kurse für die verschiedensten Berufe:
Schuhmacher, Schneider, Sattler, Zimmermaler, Tapezierer, Schriftenmaler, Photograph, Buchbinder, Maschinen- und Bauschlosser, Schmied, Scherenschleifer, Uhrmacher, Friseur, Zahntechniker, Spengler, Installateur, Korbflechter, Kürschner, Steinmetz, Briefträger, Telegraphist, und einige mehr. In den Wintermonaten, wenn die Freilandausbildung in den landwirtschaftlichen Ausbildungsstätten in Mödling und Ebreichsdorf nicht möglich war, standen auch Landwirtschaft und Gärtnerei auf dem Programm.
Weiters gab es Kurse zur Fortbildung (unter anderem Schulabschluss- und Sprachkurse) für die teilweise recht ungebildeten Soldaten aus den ländlichen Gebieten.
Auf dem Gelände wurde ein Seelsorgezentrum in Form einer Holzkapelle errichtet. Das genaue Datum der Einweihung kann nicht mehr festgestellt werden, doch dürfte es sich um den Frühsommer 1916 gehandelt haben, wie auf zwei Photographien zu erkennen ist. Nach Auflösung der Schule wurde der Holzbau 1922 in die Quellenstraße verbracht und diente als Notkirche „Königin des Friedens“.

## Die Schleierbaracken von 1922 bis heute
Die schon genannte langsam erfolgende Ansiedelung von Kleingewerbebetrieben im Großteil der für die Invalidenschule nicht mehr gebrauchten Baracken veränderte das Areal wesentlich. in dieser Zeit entstand auch der volkstümliche Name „Schleierbaracken“. Von 1922 bis 1938 waren rund 40 Objekte in Verwendung, zu denen einige außerhalb des ehemaligen Spitalsgeländes dazu kamen. In der Schleiergasse stand ein Portierhaus mit angeschlossener Tabaktrafik (Tabak- und Zeitungsverkaufslokal). Damals bekannte Gewerbebetriebe waren der Kesselbau Löblich & Co. (noch heute hier bestehend), die Kartonagen-Erzeugung Heinrich Boog & Co. mit 105 Mitarbeitern in drei Baracken, die Ofenfirmen „Phönix“ und „Reich“ mit bis zu 100 Arbeitern in zwei Baracken, die Porzellanmanufaktur „Keramos“, eine Flaggenfabrik, Spielwaren-, Hut- und Trikotagenerzeugungen, Tischler, Sattler, Buchdrucker, metallverarbeitende Betriebe, das Gasthaus „Auf der Alm“ mit angeschlossenem Lebensmittelgeschäft, und viele andere.
In einem Akt der Wiener Magistratsabteilung 37 (Baupolizei) vom 22. September 1937 ist eine Beschwerde des Bezirkes wegen der inzwischen desolat gewordenen Bausubstanz erhalten. Auch einige der gewerblich genutzten Objekte hatten „schwerwiegende Mängel gewerbehygienischer und sanitärer Natur“. Das Gewerbeinspektorat schrieb in einer Textildruckerei den Einbau einer effizienten Lüftung und Verwendung von Schutzkleidung bei Schließungsandrohung vor.
Ab März 1938 standen die Schleierbaracken unter der Verwaltung der NSKOV. Viele der angesiedelten Betriebe wurden arisiert. An Stelle der bisher vor Ort bestandenen PRODWI (Produktionsgenossenschaft der Wiener Kriegsinvaliden und Kriegshinterbliebenen), die in den Objekten 24 und A angesiedelt war, richtete der NSKOV eine Verwaltungs- und Betreuungsstelle ein.
Nach dem Ende der Kampfhandlungen um Wien im April 1945 und der folgenden Entnazifizierung der arisierten Betriebe entwickelte sich der spätere Gewerbering nach einem zeitgenössischen Kommentar langsam zu einem „seltsamen Kunterbunt verfallener Baracken und intakter Betriebsbauten inmitten einer wildwuchernden Park-Landschaft“. Da eine Schleifung drohte, schlossen sich 1979 die damals dort bestehenden 40 Betriebe zu einem Verband zusammen und kauften der Republik Österreich als damaligem Grundeigentümer das Gelände ab. Eine Fotodokumentation über dessen Geschichte durch Johann Faber wurde 1982 im Museum moderner Kunst im Wiener Schweizergarten präsentiert und mit dem Förderpreis des Unterrichtsministeriums für künstlerische Fotografie ausgezeichnet.
Heute sind die Mehrzahl der Holzbaracken im nunmehrigen „Gewerbehof Schleierbaracken“ durch moderne Betriebsbauten ersetzt. An der Ecke Ricarda-Huch-Weg und Daumegasse ist der private Hörfunkbetreiber KroneHit zu finden, entlang der Grenzackerstraße befinden sich Tankstellen, ein Autohaus, sowie ein Technischer Dienst des ÖAMTC, in der Daumegasse ist eine Außenstelle des FH Campus Wien untergebracht.

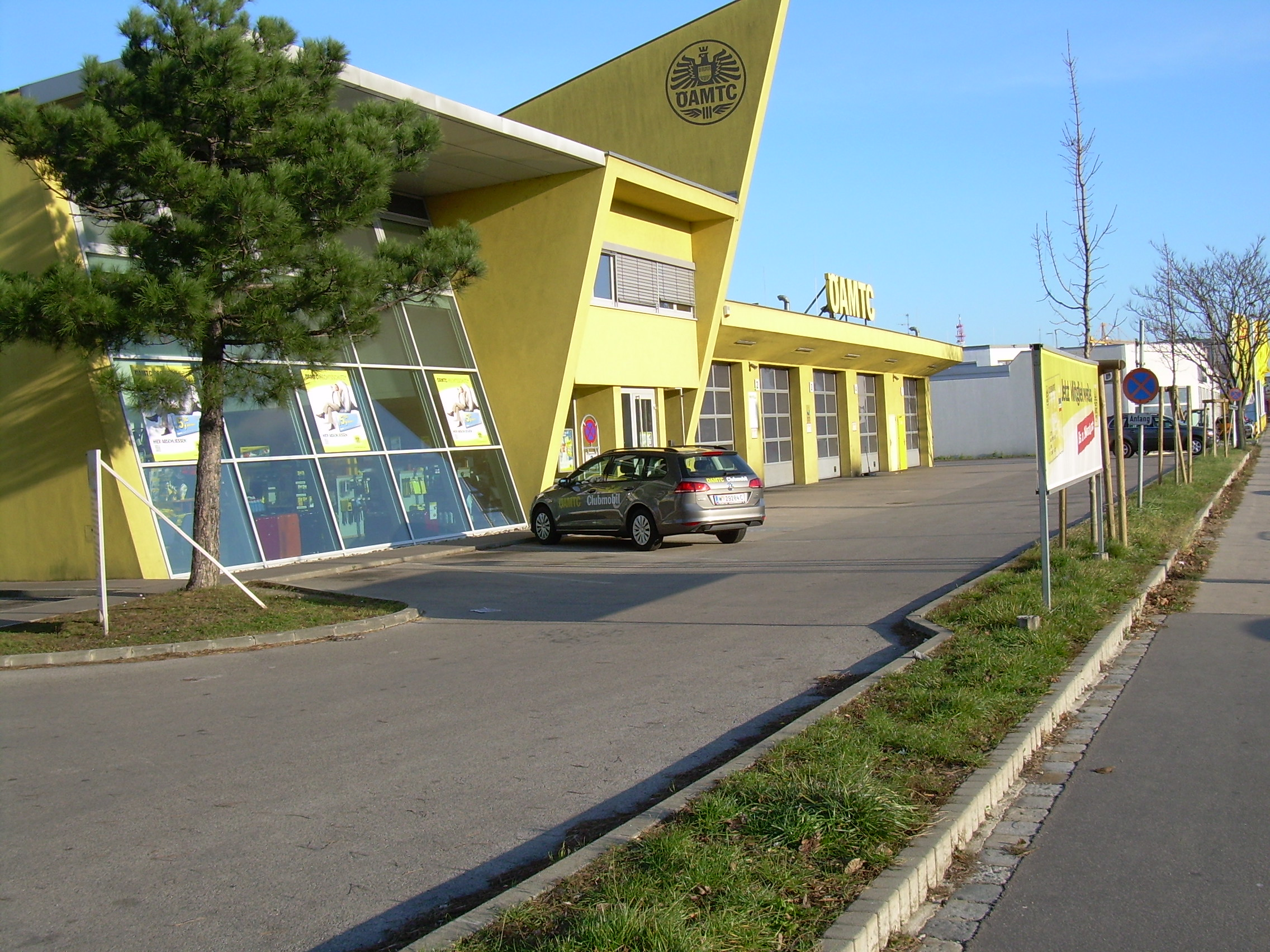
ÖAMTC
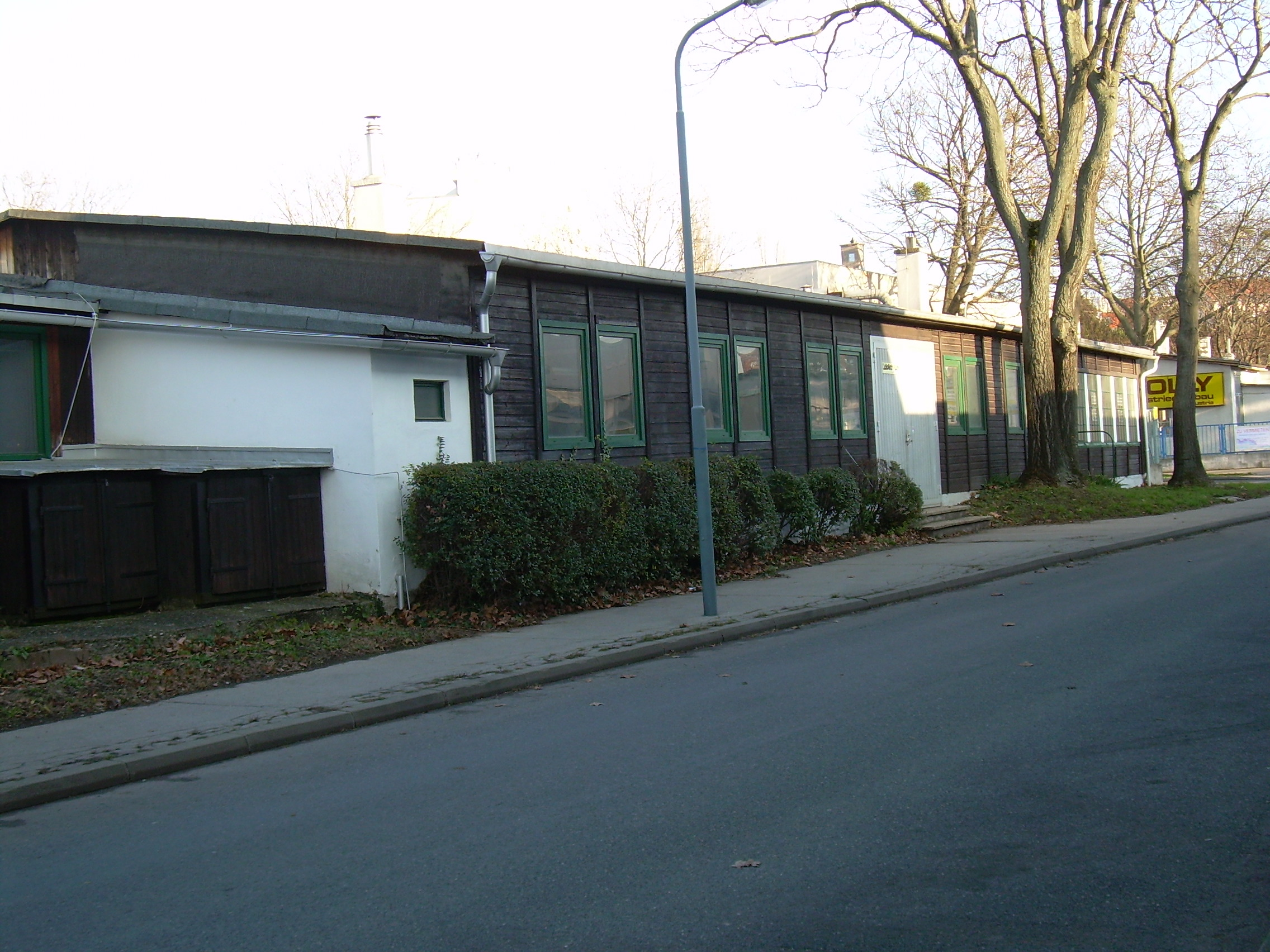
Baracke Gewerbering Süd
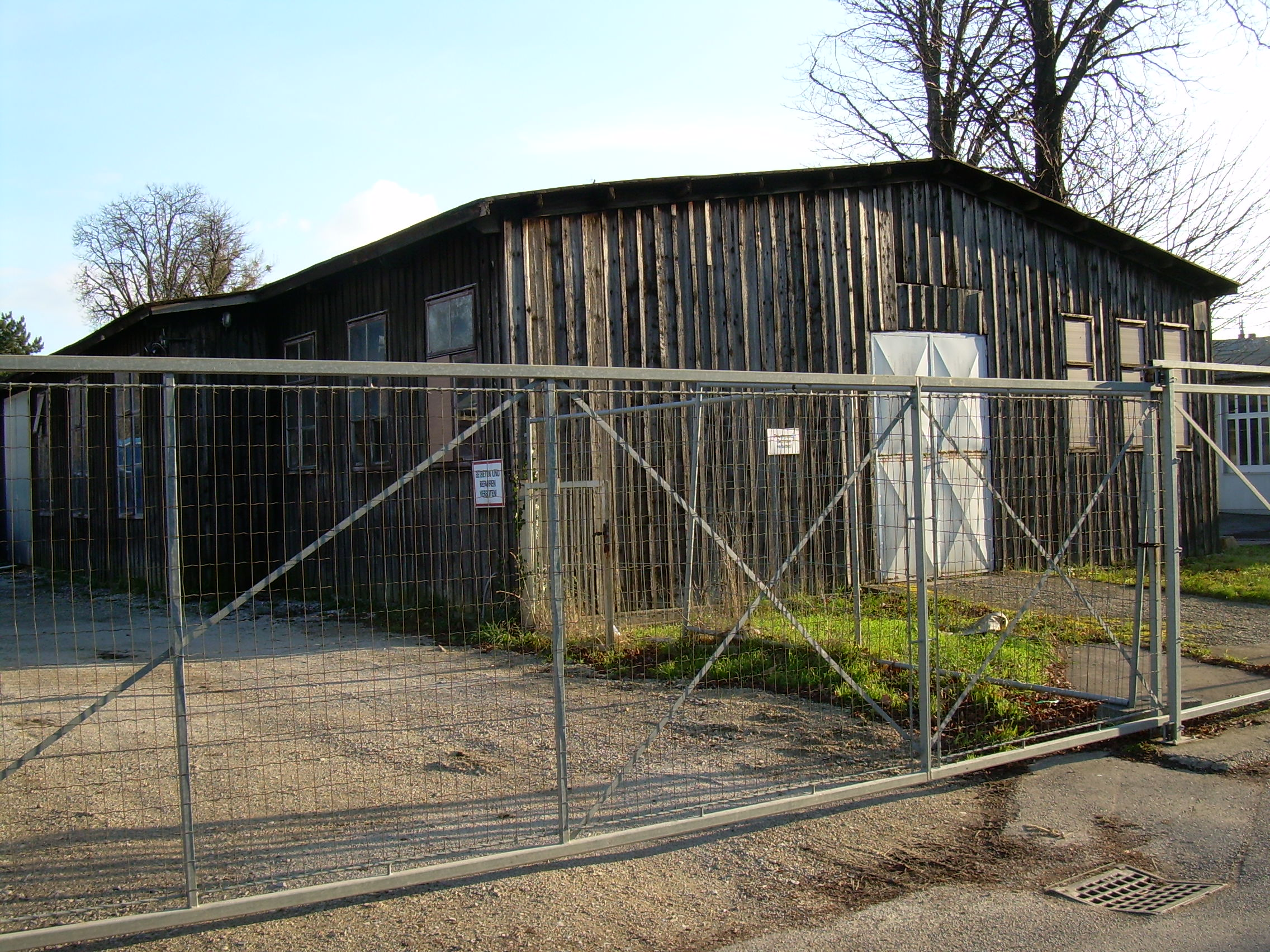
Baracke Südost-Ecke
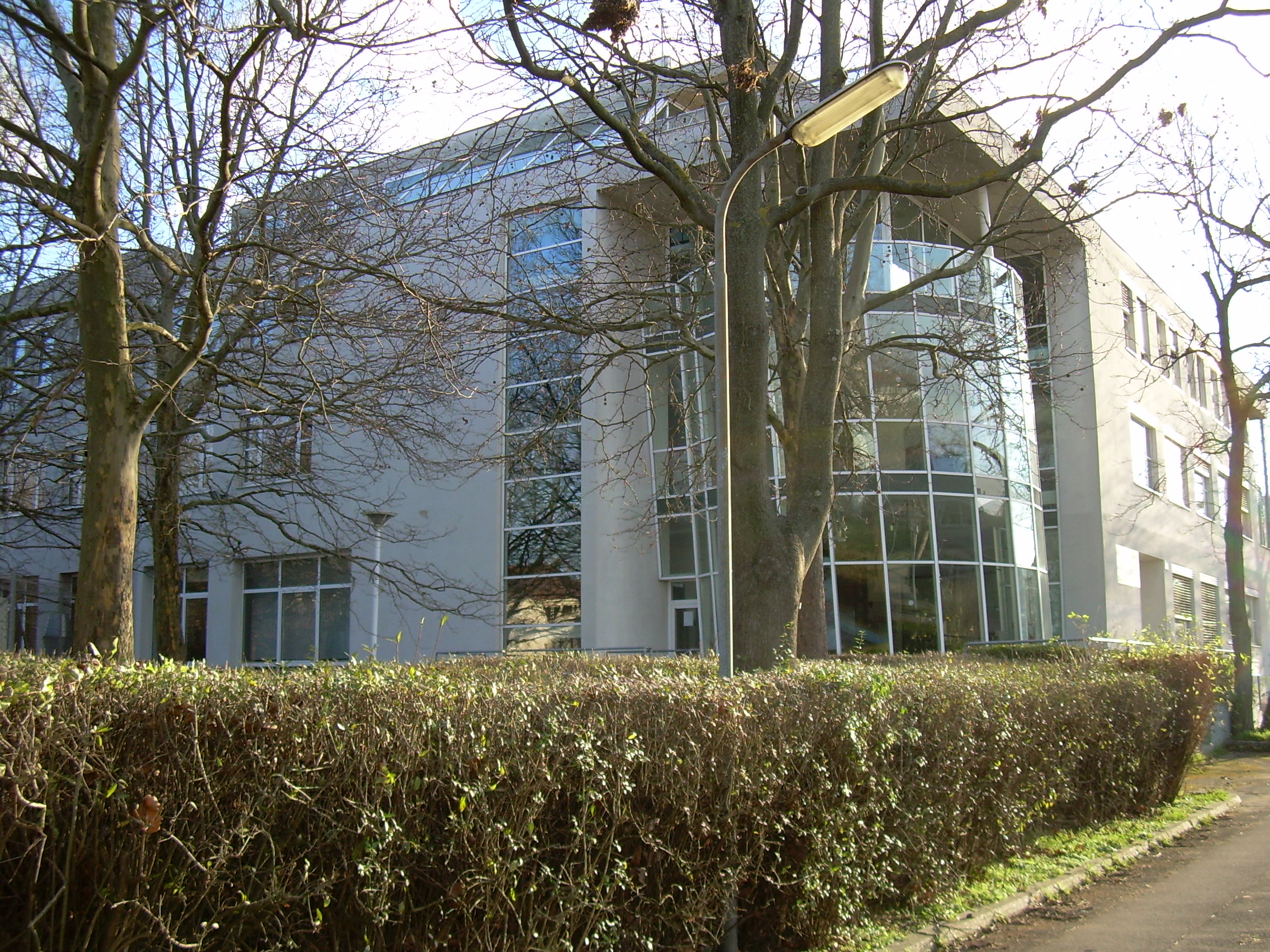
KroneHit
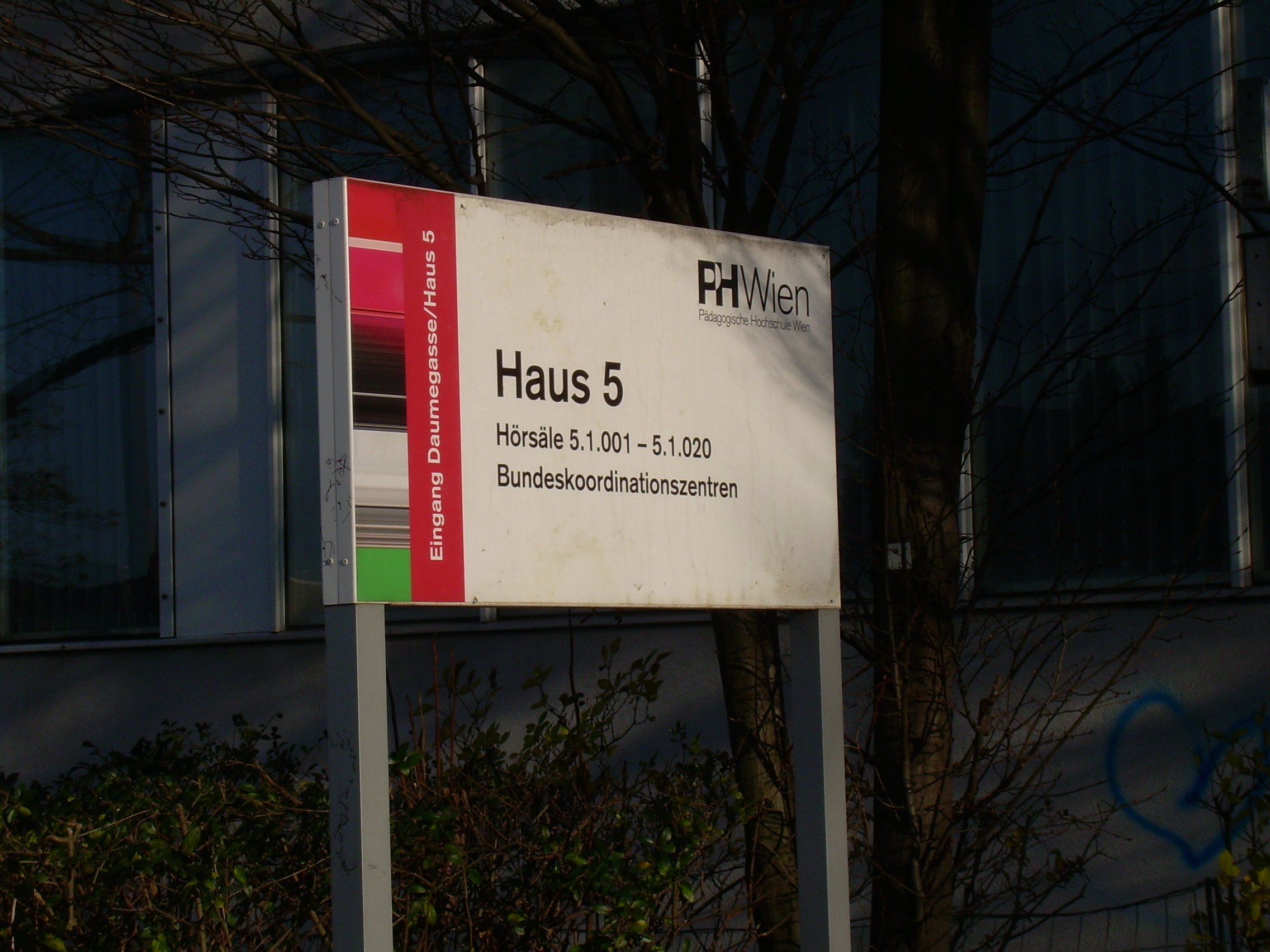
FH Campus Wien